# Carlos Pellicer Vázquez
Carlos Pellicer Vázquez (La Coruña, 12 maggio 1944) è un ex calciatore spagnolo, di ruolo attaccante.

## Carriera
Vanta 79 presenze e 15 reti nella Primera División (Spagna) e 5 incontri nelle competizioni UEFA per club.

## Palmarès

### Club

#### Competizioni nazionali
- Copa del Rey: 1

Barcellona: 1967-1968
- Campionato spagnolo: 1

Valencia: 1970-1971